# Parc Blandan
Le parc Blandan (ou parc Sergent-Blandan) est un parc public de 17 hectares ouvert au public le 13 septembre 2013, à l'emplacement de la caserne sergent Blandan (ancien Fort Lamothe) dans le 7e arrondissement de Lyon.
Le parc est doté de trois espaces distincts, une place polyvalente au nord, une zone « nature » au sud et un parc panoramique au centre
. La partie centrale est ouverte au public en septembre 2014. Après une réhabilitation, la partie nord du parc, autour de l'ancien fort, ouvre au public le 17 mai 2019 avec plus de 3 hectares supplémentaires d'espaces naturels ouverts au public.
C'est le troisième plus grand parc de Lyon, après le parc de la Tête d'or et le parc Henry-Chabert.